# Chatyrka (Fluss)
Die Chatyrka (russisch Хатырка) ist ein 367 km langer Zufluss des Beringmeeres im äußersten Südosten des autonomen Kreises der Tschuktschen im Fernen Osten Russlands.

## Flusslauf
Die Chatyrka entspringt im Korjakengebirge an der Grenze zur Region Kamtschatka. Das Quellgebiet liegt auf einer Höhe von etwa 600 m. Die Chatyrka fließt 250 km in überwiegend ostnordöstlicher Richtung. Nach der Einmündung des Rytgylweem wendet sich die Chatyrka in Richtung Südsüdost. Sie erreicht schließlich das Ästuar an der Küste des Beringmeeres. Dieses wird von einer langen Landzunge vom offenen Meer getrennt. Der Ort Chatyrka liegt am Ausgang des Ästuars. Die Chatyrka entwässert ein Areal von 13.400 km². Dieses erstreckt sich nördlich der Grenze zur Region Kamtschatka. Die Chatyrka hat einen mittleren Abfluss von 174 m³/s.